# 舍瓦基
舍瓦基 (达里语：شيوکى ) 是位于阿富汗欣达基地区的一个村庄，位于喀布尔省巴格拉米区，靠近Koh e Hindaki山脉和 Munar e Chakari 山脉（与阿富汗的 Chakari无关）。
舍瓦基 (Shewaki) 名称源自印度教主神湿婆 (Shiva)。

## 舍瓦基佛塔

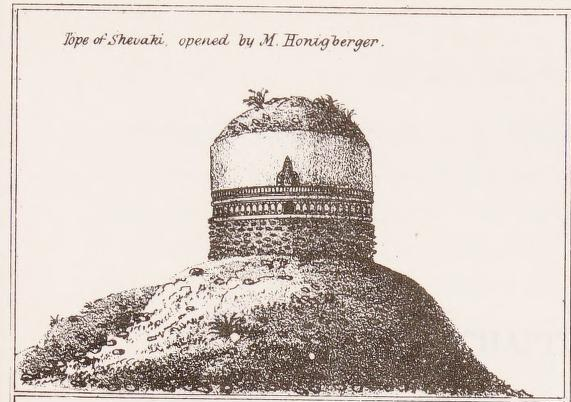
舍瓦基佛塔，查尔斯·马森(Charles Masson) 的素描(1833 年)

舍瓦基是沙赫巴哈尔（国王的精舍）的所在地，沙赫巴哈尔是阿富汗主要的印度教寺庙之一。沙赫巴哈尔是贵霜王朝的一座佛塔，也是喀布尔沙希时期的一座印度教寺庙。它建于公元 1 世纪至 3 世纪的贵霜帝国时期。2022 年，舍瓦基佛塔的重建工作完成。修复工作耗时两年半，耗资超过 80,000 美元。